# Detentor

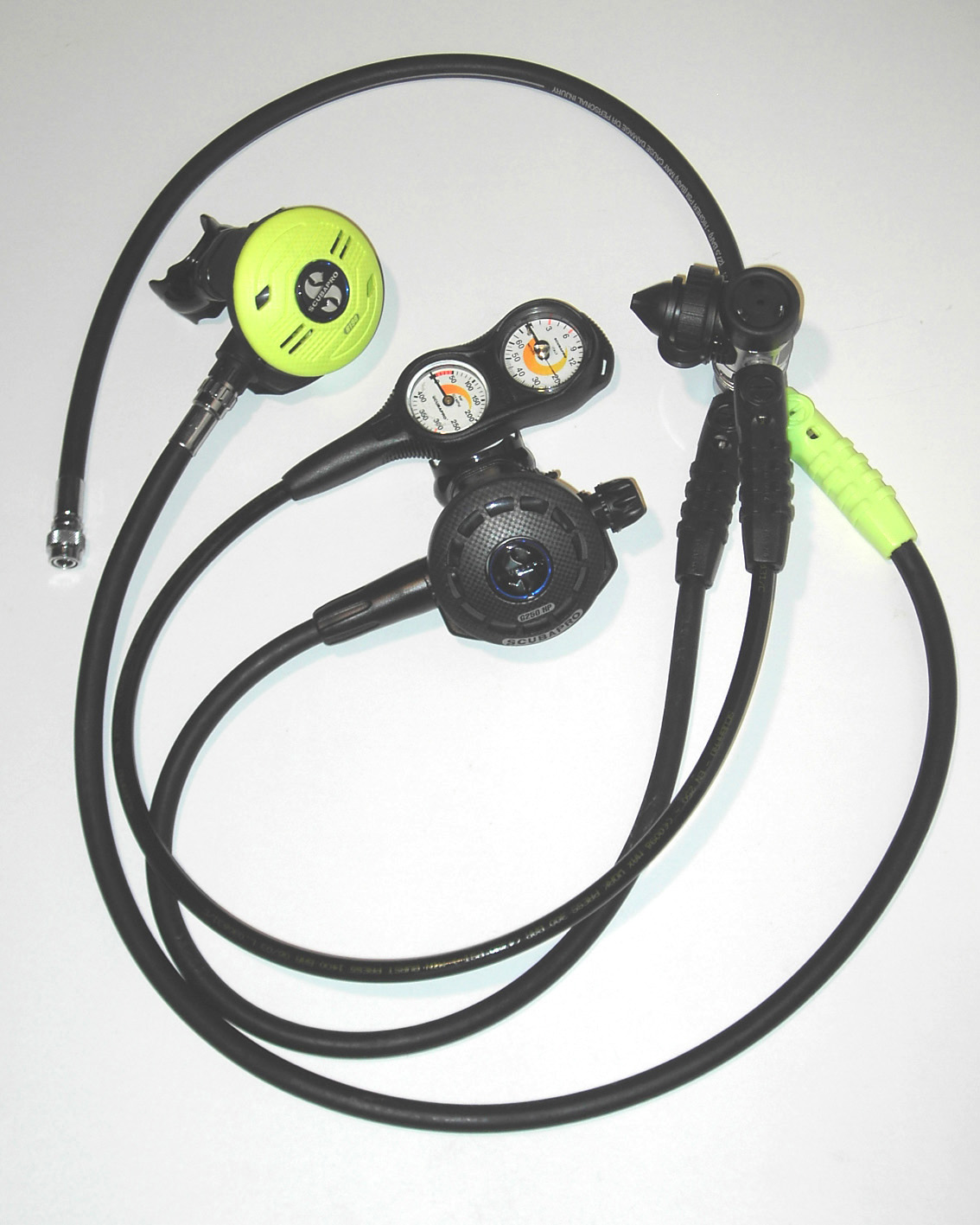
Detentorul pentru scufundări

Detentorul este o componentă a aparatului de respirat sub apă concepută, pe de o parte, pentru a destinde aerul de la presiunea înaltă la care se află stocat în butelie, la presiunea corespunzătoare adâncimii la care se află scafandrul și, pe de altă parte, pentru a permite o respirație fără efort cu o frecvență obișnuită.

## Origine
Primele detentoare au fost brevetate în 11 mai 1864 de către inginerii francezi Benoît Rouquayrol și Auguste Denayrouze pentru scafandrii cu cască, lucrători submarini sau culegători de bureți. Ulterior, în anul 1870, Rouquayrol și Denayrouze pun la punct un aparat de respirat sub apă numit „aeroforul”, atât în variantă cu alimentare prin pompă de la suprafață cât și în variantă autonomă.

În anul 1926 Yves Le Prieur realizează un aparat autonom de respirat sub apă cu manodetentor, la debit constant, cu circuit deschis, inspirat de aparatul lui Fernez, dar alimentat din butelii Michelin.

Un model cu două etaje separate printr-o membrană din cauciuc, adaptat buteliilor cu aer comprimat, a fost brevetat în iulie 1943 de inginerul francez Émile Gagnan și de exploratorul submarin Jacques-Yves Cousteau. Acest prim model era inspirat din detentorul folosit în timpul celui de-al doilea război mondial pentru buteliile de gazogen pentru mașini (benzina și motorina fiind raționate). Ulterior el a fost ameliorat, apărând mai multe modele cu două etaje, apoi cele cu un etaj. Perfecționările au apărut mai ales în cadrul militar, trecând ulterior și în domeniul civil.

## Tipuri de detentoare
Din punct de vedere constructiv, există două categorii principale de detentoare: 
- cu un singur etaj
- cu două etaje separate.

### Detentoare cu un singur etaj
Detentoarele cu un singur etaj sau monobloc, sunt detentoare la care aerul vine direct de la butelie și este destins de la presiunea din butelie la presiunea ambiantă.

Detentoarele monobloc sunt primele detentoare ce au fost realizate pentru scufundarea autonomă, primul dintre acestea este CG45 sau detentorul Coustea-Gagnant, în anul 1945.

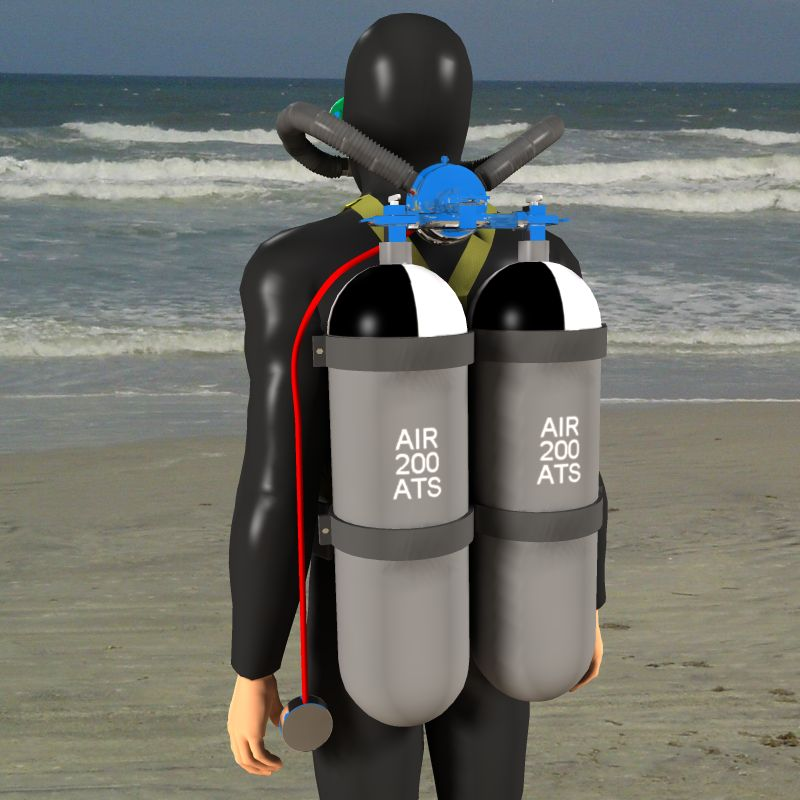
Detentor monobloc tip Cousteau-Gagnant

Alte detentoare monobloc larg utilizate au fost produse de firmele Spirotechnique (Mistral, Royal Mistral) în Franța, Dräger AG (Delfin II PTG) și Baracuda în Germania, Mares (King Air) în Italia, Nemrod (Nemrod) în Spania, Dacor, Healthways, Sportsways, U. S. Divers și Voit în S.U.A., Poseidon în Suedia, Heinke, Siebe Gorman și Submarine Products în Anglia. 

În Europa de Est au fost realizate câteva modele, cele mai cunoscute au fost cele produse în U.R.S.S. (seria AVM și Ukraina care au fost importate și în România), R.D.G (Medi MLW), Polonia, Ceholovacia.
Detentorul cu un singur etaj, monobloc, este de forma unei carcase rotunde, de unde pleacă două furtune gofrate care se reunesc la o piesă bucală alcătuită dintr-un muștiuc și un bloc de supape (supapele „inspir“ și „expir“). La baza detentorului se află un jug care permite fixarea acestuia la robinetul buteliei.
Detentorul cu un singur etaj are două camere separate printr-o membrană din cauciuc. O cameră etanșă 
este în legătură cu aerul de respirat, iar cealaltă, prin intermediul unor orificii, permite presiunii hidrostatice ambiante să se exercite pe fața exterioară a membranei.
Principiul de funcționare
Aerul din butelie pătrunde în camera etanșă a detentorului prin intermediul unui clapet cu resort tarat, acționat de o membrană prin intermediul unui sistem de pârghii. Apăsarea asupra membranei, exercitată de presiunea hidrostatică ambiantă, sau de depresiunea creată în camera etanșă pe timpul inspirației, acționează, prin intermediul sistemului de pârghii, asupra clapetului, provocând admisia aerului respirator.
Aerul respirator, destins în aval de clapet, este îndreptat spre o duză dirijată spre axul racordului de inspirație, care creează o depresiune asupra membranei (efect Venturi), diminuând astfel efortul inspirator. Racordul de expirație are la un capăt o supapă unisens de tip „cioc de rață“, din cauciuc, amplasată la partea superioară a membranei pentru a se evita gradientul de presiune dintre partea de inspirație și cea de expirație a detentorului.
Supapa de expirație „cioc de rață“ servește și ca supapă de siguranță, în situația în care scafandrul revine la presiunea atmosferică fără să expire, provocând echilibrarea presiunii pe cele două fețe ale membranei prin eliminarea, în timpul ridicării, a surplusului de gaz respirator.
Avantaje
Detentorul cu un singur etaj are o serie de avantaje cum ar fi:
- robustețe,
- simplitate la reglaj și întreținere,
- confort respirator,
- bulele gazului expirat nu deranjează câmpul vizual al scafandrului.

Dezavantaje
Dezavantajele detentorului cu un singur etaj sunt: 
- gabarit mare,
- existența a două furtunuri de respirație care mărește pericolul de agățare a acestora,
- rezistență suplimentară la inspirație,
- necesitatea unei poziționări precise,
- dependența debitului de aer respirator funcție de poziția scafandrului, ceea ce impune poziții precise în acțiunile de salvare (respirația în tandem de la același detentor cu pasarea piesei bucale) și posibilitatea apariției de accidente de suprapresiune pulmonară la scafandrii neexperimentați prin utilizarea incorectă a detentorului în exercițiile de schimbare a poziției aparatului. Aceste dezavantaje fac ca detentorul cu un singur etaj să fie mai puțin folosit decât detentorul cu două etaje separate.

### Detentoare cu două etaje separate

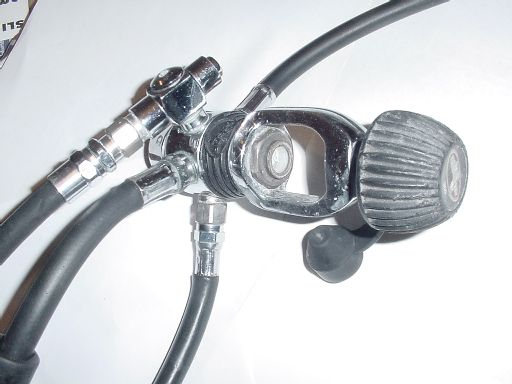
Etajul I al unui detentor INT

Detentoarele cu două etaje separate sunt detentoarele la care destinderea aerului, de la nivelul presiunii de stocare din butelie la nivelul presiunii ambiante, se realizează în două etaje.
Detentoarele cu două etaje separate pot fi de mai multe tipuri. Clasificarea lor se poate face după mai multe criterii după cum urmează: 
- după modul de funcționare al primului etaj: 
  - neechilibrat (necompensat);
  - echilibrat (compensat);

- după construcția primului etaj: 
  - cu membrană și clapet;
  - cu piston clapet;
- după construcția etajului al doilea: 
  - cu clapet amonte;
  - cu clapet aval.

Tipuri de etaj I
Detentorul cu două etaje separate poate avea trei tipuri de etaj I : un tip cu membrană și două tipuri cu piston clapet.
- Primul etaj, neechilibrat, cu membrană

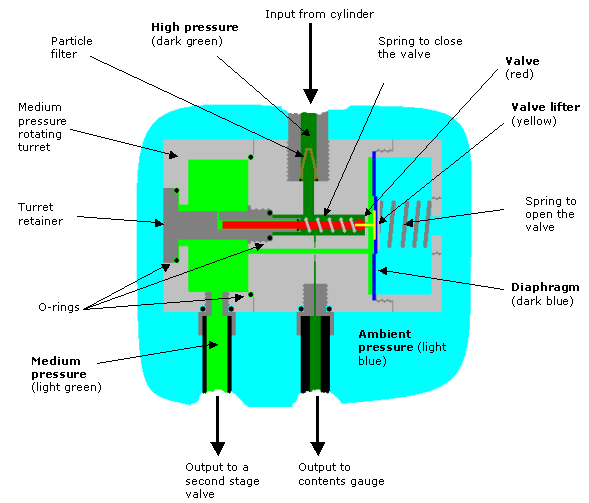
Primul etaj, neechilibrat, cu membrană

Este prevăzut cu o membrană realizată dintr-un cauciuc flexibil. Pe fața exterioară a membranei aflată în contact cu apa din exterior, apasă un arc tarat astfel încât să mențină membrana nedeformată pentru o presiune a aerului pe fața interioară a membranei cu 8 ... 12 bar superioară presiunii mediului acvatic exterior.
Principiul de funcționare
Atunci când scafandrul inspiră, presiunea din camera de joasă presiune și deci de pe fața interioară a membranei, scade, iar acțiunea combinată a presiunii apei și a arcului tarat asupra membranei împinge clapetul permițând debitarea aerului în camera de joasă presiune și deci pe circuitul de joasă presiune ce alimentează etajul al doilea. Prin aceasta, are loc o creștere a presiunii pe fața interioară a membranei. Când această „presiune joasă“ devine suficient de mare pentru a compensa acțiunea arcului tarat, membrana revine la poziția de echilibru permițând clapetului să se reînchidă sub acțiunea arcului de revenire, oprind debitarea aerului către camera și circuitul de joasă presiune, deci către etajul II.
- Primul etaj, neechilibrat, cu piston clapet

Are în componență, în loc de membrană, un piston solidar cu clapetul.
Principiul de funcționare
Atunci când scafandrul inspiră, presiunea din camera de joasă presiune scade și deci, presiunea de pe una din fețele pistonului scade și acesta, sub acțiunea combinată a presiunii apei și a arcului tarat corespunzător unei presiuni cu 8 ... 12 bar peste presiunea ambiantă, se va deplasa. Pistonul fiind solidar cu clapetul, acesta din urmă va deschide admisia aerului din butelii, asigurând debitarea aerului respirator către circuitul de joasă presiune, deci către etajul II al detentorului. Atunci când presiunea de pe circuitul de joasă presiune devine suficient de mare pentru a învinge rezistența arcului tarat, pistonul revine la poziția de echilibru, clapetul închizând astfel debitarea aerului din butelii către etajul II al detentorului.
Cele două categorii de etaj I prezentate mai sus sunt de tip neechilibrat datorită faptului că în poziție „închis“ numai o față a clapetului se află în contact cu aerul de înaltă presiune din butelie, cealaltă față fiind în contact cu aerul din circuitul de joasă presiune, aceasta conducând la o deschidere mai dificilă a clapetului ce este compensată prin mărirea suprafeței membranei sau pistonului și prin creșterea forței arcului tarat. Acest tip de etaj I neechilibrat este în general mai voluminos și poate conduce la o ușoară scădere a confortului respirator, în special către sfârșitul scufundării. 

Tipurile de etaj I neechilibrat sunt în prezent aproape în totalitate înlocuite cu tipul echilibrat.
- Primul etaj, echilibrat, cu piston clapet

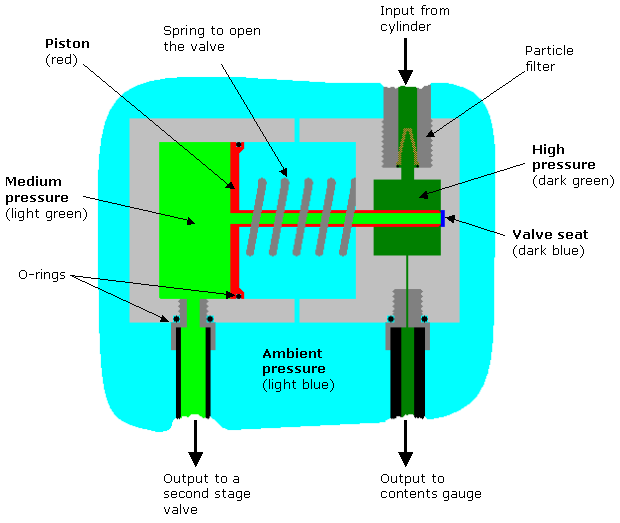
Primul etaj, echilibrat, cu piston clapet

Se caracterizează prin aceea că aerul este debitat în circuitul de joasă presiune, către etajul II, la o presiune relativ constantă și practic independentă de variația presiunii din butelie, această presiune fiind controlată în mod corespunzător prin tensiunea arcului tarat și presiunea apei din exterior. Din acest motiv confortul respirator al scafandrului rămâne constant chiar și la presiune scăzută a aerului comprimat din butelie, aproape de încheierea scufundării.
Funcționarea acestui tip de etaj I este asemănătoare cu cea a detentorului cu piston clapet, de tip neechilibrat.
La toate detentoarele cu două etaje, etajul I este de obicei prevăzut cu două racorduri de ieșire: un racord de presiune joasă pentru etajul II principal și un racord de presiune joasă pentru etajul II de rezervă numit și detentor de rezervă. Toate etajele I au și un racord de înaltă presiune pentru manometrul submersibil.
În prezent sunt comercializate două modele de etaj I și anume modelul INT care este cel mai utilizat și modelul DIN standardizat în UE.(imagine model DIN)
Tipuri de etaj II

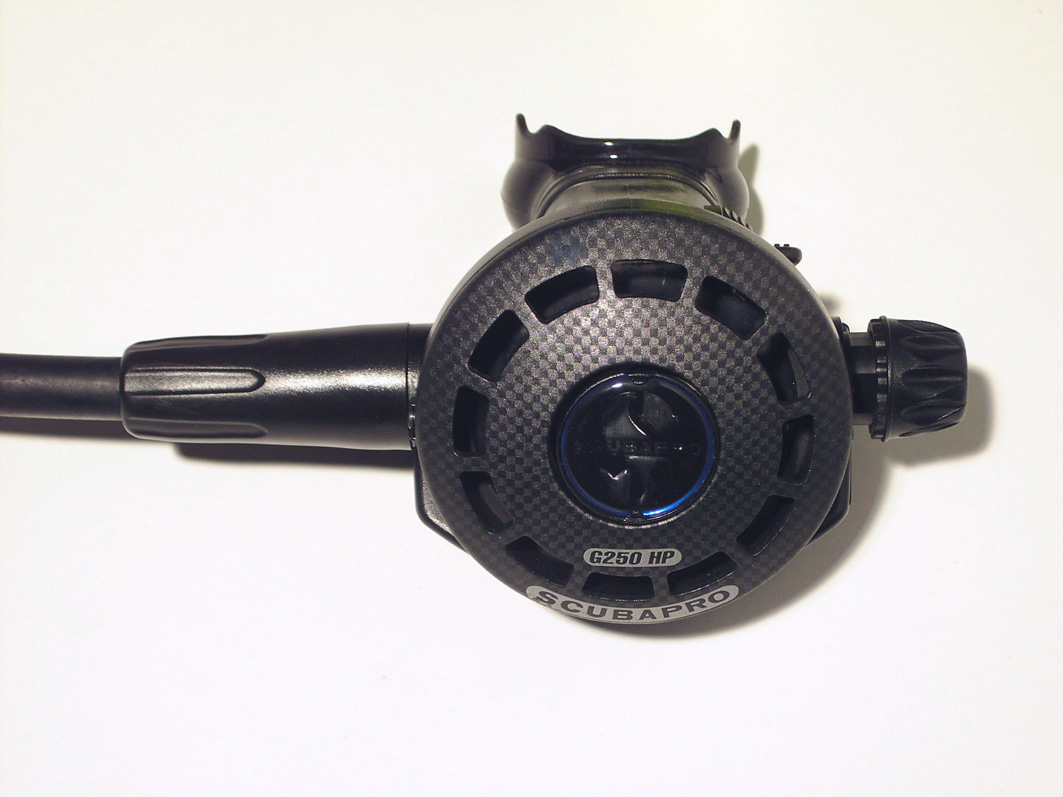
Etajul II

Etajul al doilea poate fi cu clapet amonte sau cu clapet aval.
- Etaj II cu clapet amonte

Este prevăzut în interior cu o membrană din cauciuc la care una din fețe se află în contact cu presiunea mediului acvatic exterior.
Principiul de funcționare
La inspirația scafandrului prin muștiuc, pe cealaltă față a membranei se creează o depresiune care permite ca sub acțiunea presiunii apei din exterior să se producă o deformare a membranei către interior, prin aceasta acționându-se asupra levierului. Acesta va deplasa clapetul deschizându-se astfel accesul aerului din circuitul de joasă presiune către scafandru. Atunci când faza de „inspir“ încetează, presiunea aerului de sub membrană va echilibra presiunea exterioară, membrana va reveni la poziția de echilibru, iar clapetul se va închide sub acțiunea arcului de revenire, prin aceasta închizându-se accesul aerului către scafandru.
La acest tip de etaj II, clapetul fiind de tip „amonte”, se va deschide în sens contrar sensului de circulație al aerului din circuitul de joasă presiune rezultând o ușoară jenă la inspirație. Amestecul gazos expirat de scafandru va fi evacuat, prin intermediul unei supape unisens și a unui deflector, către mediul acvatic exterior. Deflectorul are rolul de a dirija bulele de gaz evacuate în apă, către părțile laterale ale vizorului astfel încât să nu fie incomodată vizibilitatea scafandrului.
- Etajul al doilea cu clapet aval

Este în general asemănător cu cel cu clapet amonte și are un principiu de funcționare apropiat. Diferența importantă constă în faptul că clapetul fiind de tip „aval” se dechide în același sens cu sensul de circulație a aerului în circuitul de joasă presiune ceeace conduce la ușoară diminuare a efortului respirator.
Etajul II este prevăzut în partea din mijloc cu un buton de purjare care prin apăsare elimină apa din interior.
Etajul II al detentorului asigură respirarea, la cerere, de aer la o presiune egală cu presiunea ambiantă și la un ritm normal de respirație.

## Detentor de rezervă
Detentorul de rezervă este un detentor special prevăzut pentru a putea fi folosit în cazul defectării accidentale a detentorului principal.

## Reglarea detentoarelor

Curba debitului de gaze în timpul testării detentorului.

Orice tip de detentor trebuie să ofere un bun confort respirator. De aceea, s-a impus ca necesară stabilirea unor parametri minimi de confort respirator pe care trebuie să-i îndeplinească, toate detentoarele aparatelor de respirat sub apă.
Pentru determinarea parametrilor funcționali ai detentoarelor în legătură cu asigurarea nivelului de confort respirator, este nevoie de un stand de probe. Principiul general de funcționare al unui astfel de stand constă în existența posibilății de a exercita în mod artificial pe detentor o aspirație, măsurându-se depresiunea aplicată în camera etanșă și debitul de gaze obținut. Testul se poate face și într-o barocameră, mărindu-se presiunea ambiantă, determinându-se astfel funcționarea detentorului la diferite adâncimi.
Pe baza acestor determinări, se trasează curba debitului de gaze funcție de depresiunea din camera etanșă a detentorului, pe timpul inspirației. Această curbă permite caracterizarea detentorului și aprecierea rezistenței acestuia la inspirație.
În Uniunea Europeană, determinarea parametrilor minimi de confort respirator pe care trebuie să-i îndeplinească un detentor, este reglementată prin standardul EN250:2000.

## Firme producătoare
| - Apeks - Apollo Arhivat în 20 septembrie 2008, la Wayback Machine. - Aqua Lung - Beuchat - Coltri Sub - Cressi Sub Arhivat în 8 septembrie 2008, la Wayback Machine. - Dacor - Dräger - Mares - Oceanic |  | - Poseidon - Scubapro - SeacSub - Seeman Sub - Sherwood - Tabata/Tusa - Typhoon - U.S.Divers - Zeagle |